# Сухий Омельничок
Сухий Омельничок, Омельничок — річка в Україні у Олександрійському районі Кіровоградської області. Ліва притока річки Омельника (басейн Дніпра).

## Опис
Довжина річки приблизно 18,41 км, найкоротша відстань між витоком і гирлом — 14,55  км, коефіцієнт звивистості річки — 1,27 . Формується декількома загатами.

## Розташування
Бере початок у селі Олексіївка. Тече переважно на північний схід понад селом Шевченка та через селище Павлиш і на південній околиці селища Онуфріївки впадає у річку Омельник, праву притоку річки Дніпра.

## Цікаві факти
- У селищі Павлиш річку перетинає автошлях М22[3] (автомобільний шлях міжнародного значення на території України, Полтава — Олександрія. Проходить територією Полтавської та Кіровоградської областей.).
- У пригирловій частині існує Онуфріївський дендропарк[3]